# Brian Arias
Brian Jair Arias Guillén (Lima, 2 de septiembre de 2006) es un futbolista peruano. Juega como defensa y su equipo actual es el Alianza Lima de la Liga 1 de Perú.

## Estadísticas

### Clubes
| Club                | Div.          | Temporada     | Liga | Liga | Copas nacionales | Copas nacionales | Copas internacionales | Copas internacionales | Total | Total | Total |
| Club                | Div.          | Temporada     | PJ   | G    | PJ               | G                | PJ                    | G                     | PJ    | G     | A     |
| ------------------- | ------------- | ------------- | ---- | ---- | ---------------- | ---------------- | --------------------- | --------------------- | ----- | ----- | ----- |
| Alianza Lima · Perú | 1.ª           | 2024          | 0    | 0    | -                | -                | 0                     | 0                     | 0     | 0     | 0     |
| Alianza Lima · Perú | 1.ª           | 2025          | 1    | 0    | -                | -                | 0                     | 0                     | 1     | 0     | 0     |
| Alianza Lima · Perú | Total Club    | Total Club    | 1    | 0    | 0                | 0                | 0                     | 0                     | 1     | 0     | 0     |
| Total carrera       | Total carrera | Total carrera | 1    | 0    | 0                | 0                | 0                     | 0                     | 1     | 0     | 0     |